# Lista filmelor franceze propuse la Oscar pentru cel mai bun film străin
Franța a nominalizat filme pentru remiul Academiei pentru cel mai bun film străin de la inaugurarea premiului în 1956. Franța a fost una dintre cele mai de succes țări din lume la această categorie și mai mult de jumătate din propunerile sale au obținut nominalizări la Oscar. Astfel, până în septembrie 2017, Franța a propus 62 de filme, dintre care 36 au obtinut nominalizări la Oscar, iar 9 au câștigat premiul, fără a include și Premiile Onorifice.
Premiul este acordat anual de către "Academy of Motion Picture Arts and Sciences" din Statele Unite filmelor de lungmetraj realizate în afara Statelor Unite și care conțin în primul rând dialog în altă limbă decât engleza.
Propunerile Franței sunt decise anual de Centrul național de cinematografie (Centre national de la cinématographie), care este afiliat Ministerului Culturii.

## Lista filmelor
| An                | Titlul filmului folosit în nominalizare | Titlul original                     | Regizor                           | Rezultat         |
| ----------------- | --------------------------------------- | ----------------------------------- | --------------------------------- | ---------------- |
| 1948 (Ediția 21)  | Monsieur Vincent                        | Monsieur Vincent                    | Maurice Cloche                    | Premiul Onorific |
| 1950 (Ediția 23)  | The Walls of Malapaga                   | Au-delà des grilles                 | René Clément                      | Premiul Onorific |
| 1952 (Ediția 25)  | Forbidden Games                         | Jeux interdits                      | René Clément                      | Premiul Onorific |
| 1956 (Ediția 29)  | Gervaise                                | Gervaise                            | René Clément                      | Nominalizat      |
| 1957 (Ediția 30)  | Gates of Paris                          | Porte des Lilas                     | René Clair                        | Nominalizat      |
| 1958 (Ediția 31)  | My Uncle                                | Mon Oncle                           | Jacques Tati                      | Oscar            |
| 1959 (Ediția 32)  | Black Orpheus                           | Orfeu Negro                         | Marcel Camus                      | Oscar            |
| 1960 (Ediția 33)  | La Vérité                               | La Vérité                           | Henri-Georges Clouzot             | Nominalizat      |
| 1961 (Ediția 34)  | Last Year at Marienbad                  | L'année dernière à Marienbad        | Alain Resnais                     | Nenominalizat    |
| 1962 (Ediția 35)  | Sundays and Cybele                      | Les dimanches de ville d'Avray      | Serge Bourguignon                 | Oscar            |
| 1963 (Ediția 36)  | The Fire Within                         | Le feu follet                       | Louis Malle                       | Nenominalizat    |
| 1964 (Ediția 37)  | The Umbrellas of Cherbourg              | Les Parapluies de Cherbourg         | Jacques Demy                      | Nominalizat      |
| 1965 (Ediția 38)  | Pierrot le Fou                          | Pierrot le fou                      | Jean-Luc Godard                   | Nenominalizat    |
| 1966 (Ediția 39)  | A Man and a Woman                       | Un homme et une femme               | Claude Lelouch                    | Oscar            |
| 1967 (Ediția 40)  | Live for Life                           | Vivre Pour Vivre                    | Claude Lelouch                    | Nominalizat      |
| 1968 (Ediția 41)  | Stolen Kisses                           | Baisers volés                       | François Truffaut                 | Nominalizat      |
| 1969 (Ediția 42)  | My Night with Maud                      | Ma nuit chez Maud                   | Éric Rohmer                       | Nominalizat      |
| 1970 (Ediția 43)  | Hoa-Binh                                | Hoa-Binh                            | Raoul Coutard                     | Nominalizat      |
| 1971 (Ediția 44)  | Ramparts of Clay                        | Remparts d'argile                   | Jean-Louis Bertucelli             | Nenominalizat    |
| 1972 (Ediția 45)  | The Discreet Charm of the Bourgeoisie   | Le Charme discret de la bourgeoisie | Luis Buñuel                       | Oscar            |
| 1973 (Ediția 46)  | Day for Night                           | La Nuit américaine                  | François Truffaut                 | Oscar            |
| 1974 (Ediția 47)  | Lacombe, Lucien                         | Lacombe Lucien                      | Louis Malle                       | Nominalizat      |
| 1975 (Ediția 48)  | India Song                              | India Song                          | Marguerite Duras                  | Nenominalizat    |
| 1976 (Ediția 49)  | Cousin, cousine                         | Cousin, cousine                     | Jean-Charles Tacchella            | Nominalizat      |
| 1977 (Ediția 50)  | Madame Rosa                             | La Vie devant soi                   | Moshé Mizrahi                     | Oscar            |
| 1978 (Ediția 51)  | Get Out Your Handkerchiefs              | Préparez vos mouchoirs              | Bertrand Blier                    | Oscar            |
| 1979 (Ediția 52)  | A Simple Story                          | Une histoire simple                 | Claude Sautet                     | Nominalizat      |
| 1980 (Ediția 53)  | The Last Metro                          | Le Dernier Métro                    | François Truffaut                 | Nominalizat      |
| 1981 (Ediția 54)  | Diva                                    | Diva                                | Jean-Jacques Beineix              | Nenominalizat    |
| 1982 (Ediția 55)  | Coup de Torchon                         | Coup de torchon                     | Bertrand Tavernier                | Nominalizat      |
| 1983 (Ediția 56)  | Entre Nous                              | Coup de foudre                      | Diane Kurys                       | Nominalizat      |
| 1984 (Ediția 57)  | So Long, Stooge                         | Tchao Pantin                        | Claude Berri                      | Nenominalizat    |
| 1985 (Ediția 58)  | Three Men and a Cradle                  | Trois hommes et un couffin          | Coline Serreau                    | Nominalizat      |
| 1986 (Ediția 59)  | Betty Blue                              | 37°2 le matin                       | Jean-Jacques Beineix              | Nominalizat      |
| 1987 (Ediția 60)  | Au revoir les enfants                   | Au revoir les enfants               | Louis Malle                       | Nominalizat      |
| 1988 (Ediția 61)  | The Reader                              | La Lectrice                         | Michel Deville                    | Nenominalizat    |
| 1989 (Ediția 62)  | Camille Claudel                         | Camille Claudel                     | Bruno Nuytten                     | Nominalizat      |
| 1990 (Ediția 63)  | Cyrano de Bergerac                      | Cyrano de Bergerac                  | Jean-Paul Rappeneau               | Nominalizat      |
| 1991 (Ediția 64)  | Van Gogh                                | Van Gogh                            | Maurice Pialat                    | Nenominalizat    |
| 1992 (Ediția 65)  | Indochine                               | Indochine                           | Régis Wargnier                    | Oscar            |
| 1993 (Ediția 66)  | Germinal                                | Germinal                            | Claude Berri                      | Nenominalizat    |
| 1994 (Ediția 67)  | Wild Reeds                              | Les roseaux sauvages                | André Téchiné                     | Nenominalizat    |
| 1995 (Ediția 68)  | French Twist                            | Gazon maudit                        | Josiane Balasko                   | Nenominalizat    |
| 1996 (Ediția 69)  | Ridicule                                | Ridicule                            | Patrice Leconte                   | Nominalizat      |
| 1997 (Ediția 70)  | Western                                 | Western                             | Manuel Poirier                    | Nenominalizat    |
| 1998 (Ediția 71t) | The Dreamlife of Angels                 | La vie rêvée des anges              | Erick Zonca                       | Nenominalizat    |
| 1999 (Ediția 72)  | East/West                               | Est-Ouest [A]                       | Régis Wargnier                    | Nominalizat      |
| 2000 (Ediția 73)  | The Taste of Others                     | Le goût des autres                  | Agnès Jaoui                       | Nominalizat      |
| 2001 (Ediția 74)  | Amélie                                  | Le Fabuleux Destin d'Amélie Poulain | Jean-Pierre Jeunet                | Nominalizat      |
| 2002 (Ediția 75)  | 8 Women                                 | 8 femmes                            | François Ozon                     | Nenominalizat    |
| 2003 (Ediția 76)  | Bon Voyage                              | Bon voyage                          | Jean-Paul Rappeneau               | Nenominalizat    |
| 2004 (Ediția 77)  | The Chorus                              | Les Choristes                       | Christophe Barratier              | Nominalizat      |
| 2005 (Ediția 78)  | Joyeux Noël                             | Joyeux Noël                         | Christian Carion                  | Nominalizat      |
| 2006 (Ediția 79)  | Avenue Montaigne                        | Fauteuils d'orchestre               | Danièle Thompson                  | Lista scurtă     |
| 2007 (Ediția 80)  | Persepolis                              | Persepolis*                         | Vincent Paronnaud Marjane Satrapi | Nenominalizat    |
| 2008 (Ediția 81)  | The Class                               | Entre les murs                      | Laurent Cantet                    | Nominalizat      |
| 2009 (Ediția 82)  | A Prophet                               | Un prophéte                         | Jacques Audiard                   | Nominalizat      |
| 2010 (Ediția 83)  | Of Gods and Men                         | Des hommes et des dieux             | Xavier Beauvois                   | Nenominalizat    |
| 2011 (Ediția 84)  | Declaration of War                      | La Guerre est déclarée              | Valérie Donzelli                  | Nenominalizat    |
| 2012 (Ediția 85)  | The Intouchables                        | Intouchables                        | Eric Toledano, Olivier Nakache    | Lista scurtă     |
| 2013 (Ediția 86)  | Renoir                                  | Renoir                              | Gilles Bourdos                    | Nenominalizat    |
| 2014 (Ediția 87)  | Saint Laurent                           | Saint Laurent                       | Bertrand Bonello                  | Nenominalizat    |
| 2015 (Ediția 88)  | Mustang                                 | Mustang                             | Deniz Gamze Ergüven               | Nominalizat      |
| 2016 (Ediția 89)  | Elle                                    | Elle                                | Paul Verhoeven                    | Nenominalizat    |
| 2017 (Ediția 90)  | BPM (Beats per Minute)                  | 120 battements par minute           | Robin Campillo                    | Nenominalizat    |
| 2018 (Ediția 91)  | Memoir of War                           | La douleur                          | Emmanuel Finkiel                  | Nenominalizat    |
| 2019 Ediția 92    | Les Misérables                          | Les Misérables                      | Ladj Ly                           | Nominalizat      |
| 2020 Ediția 93    | Two of Us                               | Deux                                | Filippo Meneghetti                | Lista scurtă     |
| 2021 (94th)       | Titane                                  | Titane                              | Julia Ducournau                   | Nenominalizat    |